# Pierre André Latreille
Pierre André Latreille (n. 29 noiembrie 1762, Brive, Limousin, Franța – d. 6 februarie 1833, Paris, Franța) a fost un entomolog francez.

## Date biografice
André Latreille provine dintr-o familie săracă. În 1778 André este orfan, fiind însă adoptat de prelatul și mineralogul Abbé Haüy. Ca urmare el va studia teologia și se reîntoarce ca preot la Brive, unde se va dedica studiului insectelor. În 1788 se mută la Paris unde revoluționează lumea științifică din Franța prin publicarea observațiilor sale despre genul Mutillidae. În timpul revoluției franceze, este nevoit ca preot să părăsească Parisul, fiind deținut o periodă în închisoarea din Bordeaux. 
La intervenția naturalistului Jean Baptiste Bory de Saint-Vincent va fi eliberat din închisoare și va publica în 1796 lucrarea Précis des caractères génériques des insectes, disposes dans un ordre naturel. Este însărcinat în 1798 cu sortarea colecției de insecte de la Muséum National d’Histoire Naturelle, iar în 1814 devine urmașul lui Guillaume Antoine Olivier și membru al acadamiei de știițe din Luvru. În 1821 este cavaler al legiunii de onoare. O perioadă de timp este profesor la École nationale vétérinaire d'Alfort (lângă Paris). După moartea lui Jean-Baptiste de Lamarck, este numit profesor la catedra de zoologie din Paris. 
La data de 31 ianuarie 1832, Latreille întemeiază Société entomologique de France, al cărui președinte este până la moarte. Între anii 1796 - 1833, Latreille publică numeroase studii, fiind astfel considerat unul dintre cei care a pus bazele entomologiei moderne și unul care a îmbogățit sistematica taxonomică cu familii, genuri și specii noi.